# Mendooran
Mendooran – miasto w Australii, w stanie Nowa Południowa Walia.